# 나루토역 (도쿠시마현)
나루토역(일본어: 鳴門駅)은 일본 도쿠시마현 나루토시에 위치한 시코쿠 여객철도 나루토 선의 철도역이며, 이 노선의 종착역이다. 역 번호는 N10이며, 섬식 승강장 1면 2선의 구조를 갖춘 지상역이다.

## 타는 곳
| 1 · 2 | ■ 나루토 선 | 이케노타니 방면                |
| 1 · 2 | ■ 나루토 선 | ■ 고토쿠 선 직통 도쿠시마 방면 |

## 이용 현황
| 연도     | 하루 평균 | 연도     | 하루 평균 |
| 1995년도 | 948       | 2003년도 | 629       |
| 1996년도 | 926       | 2004년도 | 612       |
| 1997년도 | 866       | 2005년도 | 621       |
| 1998년도 | 835       | 2006년도 | 633       |
| 1999년도 | 744       | 2007년도 | 649       |
| 2000년도 | 719       | 2008년도 | 631       |
| 2001년도 | 707       | 2009년도 | 571       |
| 2002년도 | 640       | 2010년도 | 615       |
| -------- | --------- | -------- | --------- |

## 역 주변
- 국도 제28호선
- 묘켄 산
- 나루토 경정장
- 도쿠시마 현립 나루토 운동공원

## 인접 역
| 시코쿠 여객철도 | 시코쿠 여객철도 | 시코쿠 여객철도           |
| --------------- | --------------- | ------------------------- |
| 시·종착역       | 나루토 선       | 무야 N 09 아와이케다 방면 |